# 저크 양념
저크 양념(jerk--)은 자메이카 요리인 저크에 사용되는 양념이다. 저크 치킨 등을 만들 때 고기를 재어 두는 양념 또는 마리네이드이다. 액체 양념은 저크 시즈닝(영어: jerk seasoning, 자메이카 크리올: joerk siiznin 저크 시즈닌)이나 저크 마리네이드(영어: jerk marinade)로 부르며, 가루로 된 배합 향신료는 저크 스파이스(영어: jerk spice)나 저크 드라이 러브(영어: jerk dry rub)로 부른다. 미국 등지에서는 "저크 시즈닝"이라는 말로 가루 양념을 일컫기도 한다.

## 만들기
핵심적인 재료는 올스파이스(자메이카에서는 "피멘토"라 불린다.)와 스코치보닛고추, 파, 백리향이며, 그 외에 마늘, 생강, 양파 등 향신채와 계피, 육두구, 정향 등 향신료, 식초, 식용유, 설탕, 소금과 후추 등이 들어간다. 그 외에 캐러멜 소스(자메이카에서는 "브라우닝"이라 불린다.)와 간장, 오렌지나 라임 즙 등 귤열매 즙이 들어가기도 한다. 위 재료들을 블렌더에 넣고 갈면 저크 양념이 된다.
가루로 된 배합 향신료를 따로 만들어 고기에 먼저 바른 다음 액체 양념에 재어 두기도 하는데, 이때 배합되는 향신료는 올스파이스가루, 마른 백리향, 마늘가루, 생강가루, 양파가루, 고춧가루, 파프리카가루, 고추 플레이크, 계핏가루, 육두구가루, 정향가루, 소금, 후춧가루 등이다.

## 같이 보기
- 저크 치킨